# Simone Kuhn
Simone Kuhn (ur. 2 września 1980 w Wattwil) – szwajcarska siatkarka plażowa. Trzykrotna reprezentantka Szwajcarii na letnich igrzyskach olimpijskich, złota i srebrna medalistka Mistrzostw Europy.
W 2001 zdobyła srebrny medal Mistrzostw Europy we włoskim Jesolo wraz z Nicole Schnyder-Benoît. Przegrały w finale z reprezentującymi Grecję Vasso Karantasiou i Effrosyni Sfyri 21:14, 27:25 w setach. W 2004 para Schnyder-Benoît/Kuhn zdobyła złoty medal Mistrzostw Europy w niemieckim Timmendorfer Strand. W finale pokonały Norweżki Susanne Glesnes i Kathrine Maaseide  21:13, 21:16. W 2004 Reprezentowały Szwajcarię na Letnich Igrzyskach Olimpijskich w Atenach. Zostały one wyeliminowane w rundzie grupowej. W 2008 ponownie wystartowała na igrzyskach, tym razem w parze z Leą Schwer. Zakończyły rywalizację w fazie grupowej bez wygranego seta. Trzeci raz na igrzyskach wystartowała w 2012 z Nadine Zumkehr. Zostały one wyeliminowane w 1/8 finału przez Amerykanki Jennifer Kessy i April Ross, które zdobyły ostatecznie srebrny medal.